# وسائل الإقناع
وسائل الإقناع هي ادوات في الكتابة البلاغية حيث تصنف جاذبية الجمهور وهي: Ethos (ترمز إلى الأخلاق أو المبادئ), Pathos (ترمز إلى العاطفة), Logos (ترمز إلى المنطق).
وسائل الإقناع حسب أرسطو هي كالتالي:

## Ethos
هي جاذبية إلى سلطة أو مصداقية المتحدث. تحدد بمدى قدرة المتحدث على إقناع الجمهور بأنه هو أو هي مؤهل لأن يتحدث في موضوع معين. ويمكن تحقيقها من خلال التالي:
- من خلال كون الشخص شخصية بارزة في مجال السؤال، كالأستاذ الجامعي أو مسؤول تنفيذي في شركة تعمل في مجال الموضوع الذي يتحدث عنه.
- من خلال وجود مصلحة شخصية في المسألة، مثل أن يكون الشخص مرتبط بالموضوع الذي يدور حوله السؤال.
- باسخدام شعارات مثيرة للإعجاب تظهر للجمهور أن المتحدث على دراية تامة بالموضوع الذي يتحدث عنه.
- من خلال مناشدة أخلاق وقيم الشخص.

## Pathos
هي نداء إلى مشاعر وعاطفة الجمهور. ويمكن أن يكون هذا النداء في شكل جملة مستعارة، ابتسامة، القاء متحمس، أو حتى ادعاء بسيط بخصوص موضوع ما بأنه غير عادل. يمكن لـ pathos ان تكون قوية خاصة ما إذا استخدمت بشكل جيد، ولكن معظم الخطب لا تعتمد عليها وحدها. Pathos تكون في أشد تأثيرها عندما يتفق الكاتب أو المتحدث على قيم تمثل قيما أساسية للقارئ أو المستمع.
بالإضافة إلى ذلك، قد يستخدم المتحدث Pathos ليجذب الخوف، من اجل التأثير على الجمهور. Pathos قد تشمل أيضا مناشدة لخيال وآمال الجمهور; تكون عندما يرسم المتحدث سيناريو لمستقبل مشرق بأعقاب مسار عمل مقترح.
وقد عرض الباحثون ثلاث استراتيجيات نظرية للإقناع، يخاطب كل منها نفس المتغير التابع، وهو السلوك العلني.. وتشمل هذه الاستراتيجيات (2):-
1- الاستراتيجية الدينامية النفسية.
2- الاستراتيجية الثقافية الاجتماعية.
3- إستراتيجية إنشاء المعاني.

## Logos
لوغوس هي جاذبية مبنية على المنطق، و Logos تأتي من كلمة Logic بمعنى منطق. عادة ما تستخدم لوصف الحقائق والأرقام التي تدعم موضوع المتحدث. وجود Logos يساعد أيضا Ethos (مشروحة في الأعلى) لأن المعلومات تجعل المتحدث يبدو واسع المعرفة للجمهور. وفي المقابل، قد تكون المعلومات مربكة بحيث تربك الجمهور. Logos من الممكن أن تكون مضللة أو غير دقيقة.